# No Tomorrow
No Tomorrow is een nummer van de Amerikaanse poprockband Orson uit 2006. Het is de eerste single van hun debuutalbum Bright Idea.
"No Tomorrow" betekende de doorbraak voor Orson. Het vrolijke uptempo nummer haalde de nummer 1-positie in het Verenigd Koninkrijk. In Nederland haalde het nummer de 9e positie in de Tipparade, en in Vlaanderen de 11e positie in de Tipparade.